# Изготовление свадебного каравая на Волковыщине
Свадебный каравай — важный элемент традиционной культуры Волковыщины, сохранивший свою актуальность до наших дней. Каравай является не только символом счастья и благополучия молодой пары, но и важным элементом локальной идентичности.

## Описание
Свадебный каравай на Волковыщине — это не просто хлеб, а настоящее произведение искусства. Он выпекается вручную с использованием традиционных технологий и украшается местными мотивами: цветами, птицами (часто лебедями как символами верности) и другими элементами, отражающими красоту родной природы. Каравай имеет сакральное значение, символизируя счастье, благополучие и единство семьи.
Традиция выпечки свадебного каравая имеет глубокие корни. Ещё в прошлом веке каравай был неотъемлемой частью свадьбы, которую праздновали в течение трех дней. Каравай выпекали накануне свадьбы, а его форма и состояние (ровный или кривой) могли предсказать будущее молодой пары. Каждый каравай имел свое значение, а его количество зависело от числа гостей.

## Современное бытование
Сегодня традиция свадебного каравая остается популярной на Волковыщине. Каравайницы, такие как Ирина Гецольд, Евгения Прохар, Валентина Поух и Тамара Карнацевич, продолжают выпекать караваи, используя традиционные рецепты и технологии. Их работы демонстрируются на местных, областных и республиканских мероприятиях, таких как фестивали «Дожинки», Троицкий кирмаш и другие.
Традиция свадебного каравая на Волковыщине является уникальной благодаря своей глубокой связи с местным ландшафтом и культурой. Каравай не только выполняет эстетическую функцию, но и сохраняет сакральное значение, являясь символом счастья и единства.
Каравай остается важным элементом местной культуры, который объединяет сообщество и привлекает внимание туристов. Традиция выпечки каравая подчеркивает важность сохранения нематериального культурного наследия Беларуси.

## Организации, поддерживающие традицию
- Отдел идеологической работы, культуры и по делам молодежи Волковысского райисполкома
- Районный методический центр народного творчества
- Матвеевский сельский Центр культуры и досуга
- Сельский Центр культуры и досуга пос. Юбилейный
- Субочский сельский Центр культуры и досуга
- Красносельский Дом культуры

## Передача традиции
Традиция выпечки каравая передается из поколения в поколение. Мастерицы обучают своих детей и внуков, а также проводят мастер-классы для всех желающих. Например, Ирина Гецольд научила своих соседок и племянницу, а Евгения Прохар передала свои знания дочери.